# Oligodon subcarinatus
Oligodon subcarinatus este o specie de șerpi din genul Oligodon, familia Colubridae, descrisă de Albert Günther în anul 1872. Conform Catalogue of Life specia Oligodon subcarinatus nu are subspecii cunoscute.

## Galerie

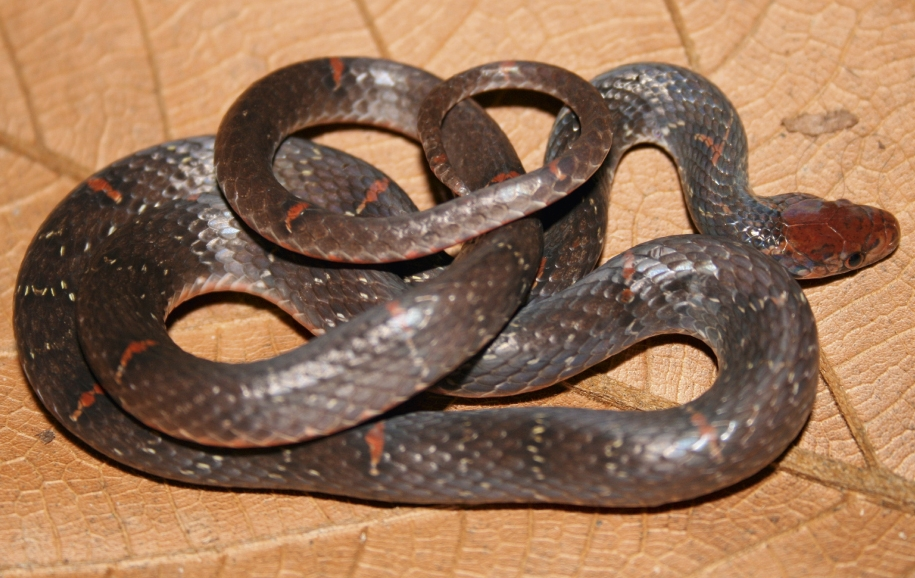